# Jules Crevaux
Jules Nicolas Crevaux (Lorquin, 1 de abril de 1847-1882) fue un médico, soldado y explorador francés. Es conocido por sus múltiples exploraciones en el interior de la Guayana Francesa y el Amazonas, así como en el Chaco boliviano.

## Biografía
Jules Crevaux nació el 1 de abril de 1847 en la ciudad de Lorquin, en el noreste de Francia. Comenzó a estudiar medicina en la Universidad de Estrasburgo antes de ser transferido a la escuela de medicina de la Armada francesa en Brest. En 1868 fue asignado al Cérès como asistente médico y sirvió en Senegal, las Antillas francesas y la Guayana Francesa. Al comienzo de la guerra franco-prusiana en 1870, se ofreció como voluntario para servir como infante de marina. Fue enviado al Valle del Loira donde fue herido y capturado por las fuerzas prusianas el 17 de diciembre de 1870. Escapó poco después y fue herido nuevamente el 24 de enero de 1871.
Después de la guerra, completó sus estudios de medicina y obtuvo su título de médico. Fue nombrado médico jefe de La Motte-Piquet. Fue enviado a la colonia de Guayana Francesa en 1876.
El interior de la Guayana Francesa era prácticamente desconocido y Crevaux decidió liderar una exploración en sus profundidades. El 8 de julio de 1877, Crevaux viajó por el río Maroni, donde se encontró con el Galibi y el Bonis. Dejó el Maroni para seguir un afluente, el río Itany, en el camino visitó el Roucouyenne y luego siguió un sendero Emerillon sobre la columna vertebral de las montañas Tumuk Humak . Descendió al otro lado de las montañas hasta el río Jari, afluente del Amazonas. Para diciembre de 1877 había llegado a la ciudad brasileña de Belém . Estaba casi desnudo y había perdido o usado la mayoría de sus posesiones, y los habitantes brasileños creían que era un prisionero francés fugitivo y se le negó cualquier ayuda. Finalmente, un compañero francés lo ayudó y le compró un pasaje en un barco de regreso a Francia. Al regresar a Francia, Crevaux dio cuenta de su viaje a la Société de Géographie y fue nombrado "Caballero" de la Légion d'honneur .
Crevaux regresó a la Guayana Francesa en agosto de 1878. Partió una vez más hacia el interior de la Guayana Francesa, esta vez viajó río arriba por el río Oyapock hasta su nacimiento y nuevamente cruzó las montañas Tumuk Humak, cerca de su homónimo moderno, Crevaux Peak. Llegó de nuevo al río Jari y viajó hacia el oeste por el río Paru y luego regresó por el Amazonas . En noviembre de 1878 llegó nuevamente a Belém . Crevaux pronto partió nuevamente por el Amazonas para explorar el río Japurá . Recolectó muchos especímenes biológicos a lo largo del viaje y regresó a Francia donde fue galardonado con la Medalla de Oro de la Société de Géographie .
Crevaux fue enviado en una tercera expedición con un grupo de científicos con el propósito de recolectar especímenes botánicos en América del Sur . El grupo remontó el río Magdalena, cruzó la Cordillera de los Andes y descendió por el río Guaviare, que él bautiza río de Lesseps, hasta el río Orinoco en territorio venezolano. Después de haber explorado 3.400 km de río en 161 días llegó al delta del Orinoco en el golfo de Paria, recogió una gran cosecha de objetos de botánica, zoología y antropología, el Dr. Crevaux está exhausto y debe descansar algún tiempo entre los indios Gouaraounos. Regresó a Francia el 25 de marzo de 1881 y fue nombrado "Oficial" de la Légion d'honneur .

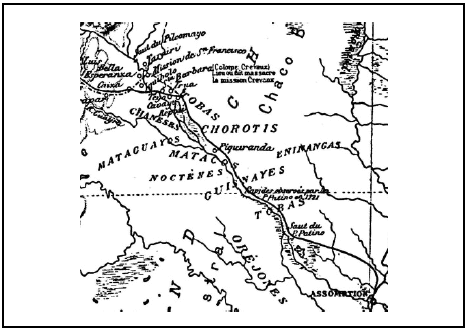
Viaje del explorador Émile-Arthur Thouar en busca de los restos del Doctor Crevaux (1883)

Se le pidió a Crevaux que emprendiera una cuarta expedición, esta vez para explorar los límites de las cuencas de los ríos Amazonas y Paraguay. Llegó a Argentina en diciembre de 1881 y fue solicitado por representantes del gobierno boliviano para explorar el curso alto del río Pilcomayo. La expedición fue transportada a la frontera boliviana y concedió los servicios de dos infantes de marina para su protección. El grupo llegó a la ciudad boliviana de Tarija en marzo de 1882. Aquí el grupo recogió a una niña guía toba llamada Yella Petrona, quien accedió a guiar al grupo a través del territorio de su pueblo. La tripulación de Crevaux estaba compuesta por una veintena de personas, incluyendo un intérprete chiriguano de nombre Iramaye. La expedición continuó hasta el asentamiento de Caiza y encontró que la gente de Caiza estaba en guerra con los tobas. A pesar del conflicto, Crevaux decidió seguir adelante y el 19 de abril de 1882 el grupo de Crevaux partió de Caiza para viajar por el Pilcomayo. El 27 de abril de 1882, el grupo de Crevaux fue invitado a la orilla para comer con un grupo de tobas donde la expedición fue emboscada y Crevaux fue asesinado. En 1886, otro explorador francés, Arthur Thouar, encontró a Yella Petrona y a los asesinos de Crevaux. Petrona admitió haberles dicho a los tobas que Crevaux había venido desarmado para quitarles los derechos de pesca a los tobas, lo que provocó el ataque.